# Näversjön, Halland
Näversjön är en sjö i Hylte kommun i Halland och ingår i Nissans huvudavrinningsområde.